# قوس أمامي
القوس الأمامي (بالإنجليزية: Forearc)، هو المنطقة بين خندق المحيط والقوس البركاني المرتبط به. عُثِر على هذه المناطق عند حدود متقاربة، وتشمل أي إسفين تراكمي وحوض القوس الأمامي الذي قد يكون موجودًا. بسبب الضغوط التكتونية أثناء ركوب صفيحة تكتونية فوق أخرى، فإن مناطق القوس الأمامي هي مصدر الزلازل القوية.

## التكوين
أثناء الاندساس، يتم دفع الصفيحة المحيطية تحت صفيحة تكتونية أخرى، والتي قد تكون محيطية أو قارية. تتسبب المياه والمواد المتطايرة الأخرى في اللوحة السفلية في ذوبان التدفق في الوشاح العلوي، مما يخلق الصهارة التي ترتفع وتخترق اللوحة السائدة، وتشكل قوسًا بركانيًا. إن وزن اللوح المنحدر يثني اللوحة السفلية مما يخلق خندقًا محيطيًا. المنطقة الواقعة بين الخندق والقوس هي منطقة القوس الأمامي، والمنطقة خلف القوس (أي على الجانب بعيدًا عن الخندق) هي منطقة القوس الخلفي.
اقترحت النظريات الأولية أن الخنادق المحيطية والأقواس الصخرية كانت الموردين الأساسيين لأوتاد الترسيب التراكمية في مناطق القوس الأمامي. يشير الاكتشاف الأحدث إلى أن بعض المواد المتراكمة في هذه المنطقة تأتي من مصدر عباءة جنبًا إلى جنب مع عكازات الخنادق المشتقة من مادة قارية. تثبت هذه النظرية بسبب أدلة على ترسيب قشريات السطح والقشرة القارية في عمليات تعرف باسم انغراس الرسوبي وتآكل الاندساس على التوالي. 
مع مرور الوقت الجيولوجي، يتم إعادة التدوير المستمر لرواسب القوس الأمامي بسبب التآكل والتشوه والاندساس الرسوبي. إن التداول المستمر للمواد في منطقة القوس الأمامي (المنشور التراكمي، وحوض القوس الأمامي، والخندق) يولد مزيجًا من المتواليات النارية والمتحولة والرسوبية. عمومًا، هناك زيادة في الدرجة المتحولة من الخندق إلى القوس حيث يتم رفع أعلى درجة (الأزرق إلى eclogite) من الناحية الهيكلية (في المنشورات) مقارنة بالودائع الأصغر (الأحواض).
مع تقارب الصفائح التكتونية، سيؤدي إغلاق المحيط إلى تقارب مجموعتين أرضيتين، كل منهما إما قوس جزيرة أو حد قاري. عندما تصطدم هاتان الهيئتان، تكون النتيجة تكون النشوء، وفي ذلك الوقت تتباطأ القشرة المحيطية المتقلبة. في المراحل الأولى من اصطدام القارة القوسية، هناك ارتفاع وتآكل المنشور التراكمي وحوض القوس الأمامي. في المراحل اللاحقة من التصادم، قد يتم نسج منطقة القوس الأمامي وتدويرها وتقصيرها والتي يمكن أن تشكل طيات متزامنة وأحزمة دفع.

## بناء
تشتمل منطقة القوس الأمامي على أي حوض لها، وارتفاع القوس الخارجي، والمنشور التراكمي والخندق نفسه. يقع المنشور التراكمي عند منحدر استراحة الخندق حيث توجد زاوية ميل منخفضة كثيرًا. بين الكسر ووصهاريج القوس، يمكن أن يتراكم حوض رسوبي مملوء بمواد تآكل من القوس البركاني والركيزة في حوض القوس الأمامي الذي يعلّق أقدم شرائح الدفع في إسفين هذه المنطقة.

## النماذج

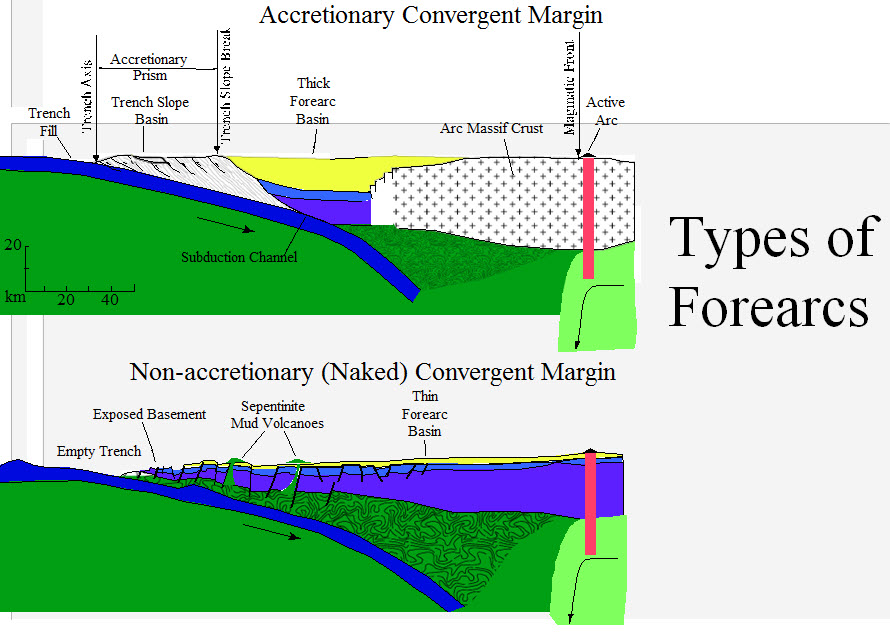
أنواع الأقواس الأمامية

هناك نموذجان يميزان تشكيل وتشوه حوض القوس الأمامي ويعتمدان على ترسب الرسوبي والهبوط (انظر الشكل). يرتبط النموذج الأول بحوض القوس الذي تم تكوينه مع القليل من أو عدم وجود إمدادات الرواسب. على العكس من ذلك، يرتبط النموذج الثاني بإمدادات الرواسب. تعتمد المنخفضات الطبوغرافية التراكمية وغير التراكمية في الطبيعة على توريد رواسب الألواح المحيطية، والمواد البلاستيكية المشتقة من القارات ومعدلات التقارب المتعامدة. كما يحدد التدفق التراكمي (إمدادات الرواسب إلى الداخل والخارج) معدل نمو أسافين الترسيب داخل الساعد.

## زلزالية
أظهر التفاعل المكثف بين الألواح المهيمنة والمذابة في مناطق القوس الأمامي تطور آليات الاقتران القوية التي تؤدي إلى الزلازل الضخمة مثل زلزال توهوكو أوكي الذي وقع قبالة ساحل المحيط الهادئ في شمال شرق اليابان (تيان وليو. 2013). قد تكون هذه الزلازل الضخمة مرتبطة بقيم منخفضة لتدفق الحرارة المرتبط عمومًا بمناطق القوس الأمامي